# Zornia adenophora
Zornia adenophora là một loài thực vật có hoa trong họ Đậu. Loài này được (Domin) Mohlenbr. miêu tả khoa học đầu tiên.